# 242479 Marijampole
242479 Marijampole este un asteroid din centura principală de asteroizi.

## Descriere
242479 Marijampole este un asteroid din centura principală de asteroizi. A fost descoperit pe 12 octombrie 2004 la Moletai de Kazimieras Černis și Justas Zdanavičius. Asteroidul prezintă o orbită caracterizată de o semiaxă mare de 2,25 ua, o excentricitate de 0,17 și o înclinație de 6,6° în raport cu ecliptica.